# ドーン橋
ドーン橋（ドーンばし）、ないし、 ブリッグ・オ・ドーン (Brig o' Doon 英語発音: [brɪgəˈduːn]) は、スコットランドのエアシャーにある、中世後期の橋。オールド・ブリッグ (Auld Brig)、オールド・ブリッジ・オブ・ドーン (Old Bridge of Doon) などとも称される。カテゴリーAの構造物である。

## 歴史

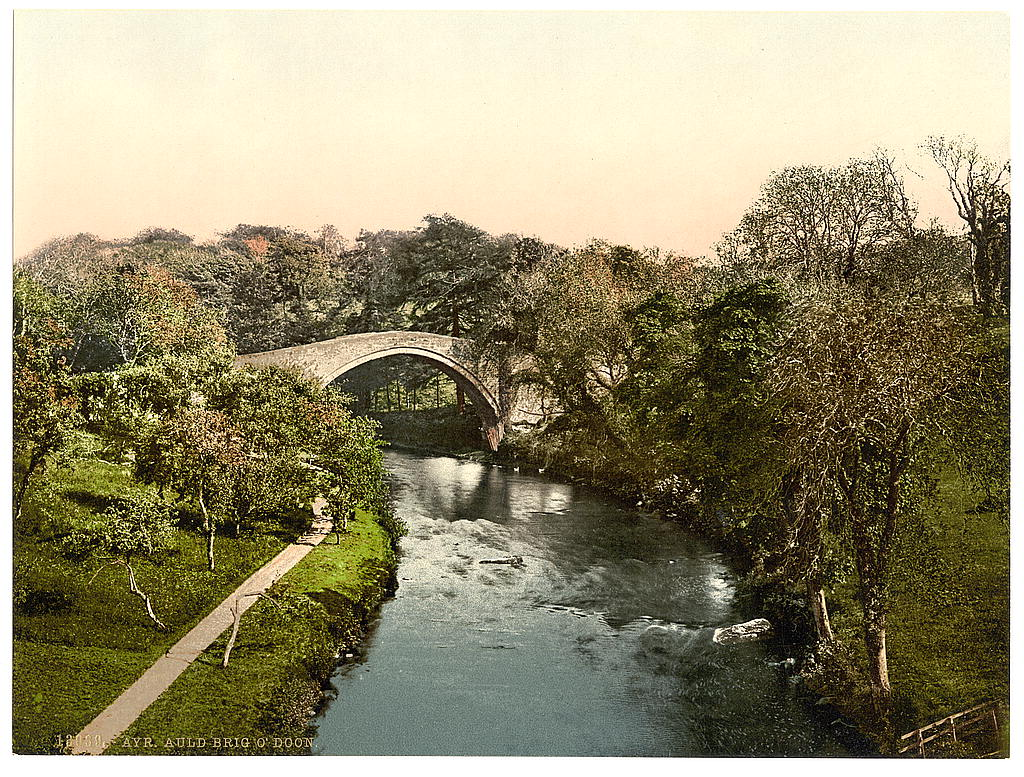
「Auld Brig O'Doon, Ayr, Scotland」1890年から 1900年ころの絵葉書。

この橋は、15世紀はじめに建設されたものと考えられている。ジョン・R・ヒューム (John R. Hume) によれば、橋を建設したのは、1465年に没した司教ジェームズ・ケネディであったというが、記録として最初に現れるのは1512年である。橋は、1593年には「荒廃している (ruinous) 状態であったという。
この橋は、2007年にスコットランド銀行が発行した5ポンド紙幣に、ダンフリーズにあるロバート・バーンズの銅像とともに描きこまれている。

## デザイン

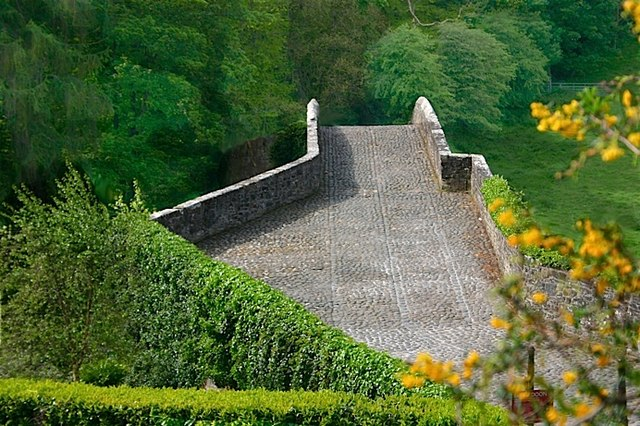
南西向きに眺望する橋。

この橋は、アロウェイの近くでドーン川に架かっている。また、単支間のアーチ橋であり、急な傾斜で72フィート (22 m)の長さに対して26フィート (7.9 m)の高さがある。最も最近の1978年を含め、何回も修繕がなされており、あちこちで石積みが整合していないところがある
1816年に少し下流に建設された単支間の石橋リバー・ドーン・ニュー・ブリッジ・オブ・ドーン (the River Doon New Bridge of Doon) が公道B7024号線を渡しており、増加した交通量をさばいている。古い橋は、石材を流用すべく、新しい橋の建設業者に売却されたが、寄付金を集めてこれを買い戻す運動がおこり、新しい橋の信託理事たちも石材を別の場所から調達することを決めた。

## 文学において
橋の路面に置かれた丸石の線は折れ曲がっているが、これは、魔女が渡ってくるのを防ぐものとされている。
この橋は、ロバート・バーンズの詩『タム・オ・シャンター (Tam o' Shanter)』の結末部分の舞台となっている。この場面で、タムは騎乗し、追いかけてくる魔女ナニー (Nannie) から逃れようとしている。彼は流れに架かる橋を渡り、辛うじて魔女の攻撃を逃れることができたが、魔女は馬の尻尾をつかんで引き抜いてしまった。「魔女は牝馬の尻を捉え、メグ（馬の名）の尻尾は根こそぎにされた。 (The carlin caught her by the rump and left puir Meg wi' scarce a stump)」
ブロードウェイのミュージカル『ブリガドーン (Brigadoon)』も、その題名はこの橋に因むものであるが、ミュージカルの舞台は空想上の場所に置かれている。